# Ермольчук, Иван Калистратович
Иван Калистратович Ермольчук (7 января 1927, Миролюбовка, Селидовский район, Сталинский округ, Украинская ССР, СССР — 23 июня 1997) — бригадир ГРОЗ шахты «Алмазная» треста «Добропольеуголь», Герой Социалистического Труда.

## Биография
Родился в селе Миролюбовка (ныне — Покровский район (Донецкая область)|Покровский район Донецкой области.
Окончил семилетнюю школу и поступил в школу ФЗО в г. Димитрово. После её окончания с 1943 по 1953 гг. работал ГРОЗ на шахте № 5-6 им. Димитрова.
С 1953 года — бригадир ГРОЗ шахты № 17-18 им. РККА (позже шахта «Алмазная») в г. Доброполье Донецкой области.
В 1966 году Указом Президиума Верховного Совета СССР за выдающиеся успехи в развитии угольной и сланцевой промышленности, а также за достижение высоких технико-экономических показателей Ивану Калистратовичу Ермольчуку присвоено звание Героя Социалистического Труда с вручением ордена Ленина и золотой медали «Серп и Молот».
Пользовался заслуженным авторитетом и уважением среди рабочих и служащих шахты, трудящихся города, горняков области. Принимал активное участие в работе партийных, советских и профсоюзных органов. Неоднократно избирался депутатом Донецкого областного и городского Советов народных депутатов. Был отмечен за работу с молодёжью и передачу опыта молодому поколению.
Его имя занимает почётное место в музее шахты «Алмазная». Состоял в рядах КПСС.
Умер 23 июня 1997 года. Похоронен в г. Доброполье.

## Награды и звания
- Герой Социалистического Труда (1966);
- орден Ленина (1966), орден «Знак почета»;
- медаль «За трудовую доблесть», юбилейная медаль «За доблестный труд. В ознаменование 100-летия со дня рождения Владимира Ильича Ленина», медаль «Ветеран труда»;
- полный кавалер почётного знака «Шахтёрская слава»;
- ведомственные награды;
- почётный гражданин города Доброполье.